# Coelurus
Coelurus (/s[invalid input: 'ɨ']ˈljʊərəs/ si-LEWR-əs) là một chi khủng long sống vào thời kỳ Jura muộn (giữa tầng Kimmerid, 153–150 triệu năm trước). Tên chi này có nghĩa là "đuôi rỗng", vì nó có các đốt sống đuôi rỗng (tiếng Hy Lạp κοιλος, koilos = rỗng + ουρα, oura = đuôi).